# Jû-Belloc
Jû-Belloc è un comune francese di 326 abitanti situato nel dipartimento del Gers nella regione dell'Occitania.

## Società

### Evoluzione demografica
Abitanti censiti